# Jęzorniki (plemię)
Jęzorniki (Glossophagini) – plemię ssaków z podrodziny jęzorników (Glossophaginae) w obrębie rodziny liścionosowatych (Phyllostomidae).

## Rozmieszczenie geograficzne
Plemię obejmuje gatunki występujące w krainie neotropikalnej.

## Systematyka
Do plemienia należą następujące rodzaje:
- Monophyllus Leach, 1821 – jednopłatek
- Glossophaga É. Geoffroy Saint-Hilaire, 1818 – jęzornik
- Leptonycteris Lydekker, 1891 – smukłonosek